# Chaetonema canellatum
Chaetonema canellatum is een rondwormensoort uit de familie van de Anoplostomatidae.